# Bürgerwindpark Reußenköge
Bürgerwindpark Reußenköge bezeichnet ein Bürgerwindparkprojekt in der gleichnamigen nordfriesischen Gemeinde. Der Park ist hervorgegangen aus insgesamt sechs Vorgängerprojekten. Da das Gemeindegebiet von Reußenköge für die landgestützte Windenergienutzung in Deutschland sehr früh als hervorragender Standort klassifiziert wurde, investierten ab Mitte der 1980er-Jahre einzelne sogenannte Pioniere in diese Technik zur erneuerbaren Energiegewinnung. In diesem Gebiet wurden bis 2006 in insgesamt fünf Windparks Windkraftanlagen mit einer Nennleistung von zusammen 135,15 MW betrieben. Ergänzt wurden diese Windparks durch drei Anlagen von privaten Betreibern. Diese Anlagen erbringen heute zusammen eine Nennleistung von 4,8 MW. Die installierte Gesamtnennleistung in der Gemeinde Reußenköge betrug somit vor dem Jahr 2011 139,95 MW. Derzeit (Stand: Oktober 2021) beträgt die Gesamtleistung des Windparks 251,05 MW.
Die Planung zur Gründung der sechsten Gesellschaft erfolgte ab dem letztgenannten Zeitpunkt. Durch die vom Kabinett Merkel III geänderte  bundesvertragliche Gesetzgebung wurden jedoch die gesetzlichen Rahmenbedingungen soweit verändert, dass man sich im Jahr 2014 vor Ort mehrheitlich für die Zusammenlegung der Einzelgesellschaften entschieden hat.
Derzeit werden alle Anlagen der 2-MW-Klasse im Zuge eines Repowerings, das im Laufe des Jahres 2022 abgeschlossen sein soll, durch 20 Anlagen des Typs Nordex N117/3600 sowie 4 Anlagen vom Typ Vestas V112-3.45MW ersetzt.

## Geschichte
Die Geschichte der Windenergienutzung in der Gemeinde Reußenköge reicht bis in die 1980er-Jahre zurück. Im Jahr 1983 investierte der erste Landwirt aus dem Cecilienkoog in eine Windkraftanlage, eine V15 der Firma Vestas mit einer Nennleistung von 55 kW. Zu Beginn der 1990er-Jahre wurden neun weitere Windenergieanlagen mit Nennleistungen zwischen 200 und 250 kW errichtet. Diese wurden in Hofnähe mit dem Ziel gebaut, die landwirtschaftlichen Betriebe zeitweise mit selbst erzeugter Energie zu versorgen. Durch das Stromeinspeisungsgesetz, das 1991 in Kraft trat, erhielten die Investoren planerische Sicherheit. Jetzt wurde die Gemeinde aktiv und stellte Bebauungspläne auf, um die künftige Entwicklung lenken zu können. Ziel sollte sein, das Gemeindegebiet so zu überplanen, dass weitere Parks möglich und weitere Einzelanlagen verhindert wurden. Möglichst viele Bewohnerinnen und Bewohner der Gemeinde sollten die Möglichkeit erhalten, am wirtschaftlichen Erfolg teil zu haben.
Die ersten beiden Baugebiete wurden entlang der zweiten Deichlinie des Sönke-Nissen-Koogs ausgewiesen. Hierfür bedurfte es einer Sondergenehmigung. Ein Flächennutzungsplan war nicht vorhanden. In dem später aufgestellten Flächennutzungsplan wurde der Bau von Windkraftanlagen in Reihen als städtebauliches Konzept verankert. Dies hatte den Vorteil, dass später der Bau weiterer Parks möglich wurde. Die erste Ausbaustufe des Windparks I erfolgte gesellschaftsrechtlich innerhalb einer sogenannten Verwaltungs-GmbH, in der sich 28 ortsansässige Einzelinvestoren zusammenfanden und jeder eine Windkraftanlage mit einer Nennleistung von 400 bis 500 kW errichtete.
In den Folgejahren wurden weitere Windpark-Betreibergesellschaften gegründet. Die errichteten Anlagen dieser Gesellschaften hatten eine Bandbreite zwischen 600 und 1.650 kW. Ab dem Jahr 2003 erfolgte eine Repowering-Phase, innerhalb derer viele kleinere Anlagen durch wenigere größere ersetzt wurden. In dieser Phase wurde auch der Windpark Reußenköge I erneuert. Die 28 Altanlagen mit einer Gesamtnennleistung von 12,4 MW wurden durch 17 größere mit einer Gesamtnennleistung von 34,75 MW ersetzt. Dazu gründeten die 28 Gesellschafter eine GmbH & Co. KG und betrieben den Park gemeinsam. Außerdem wurden neun hofnahe Anlagen der ersten Generation in 2-MW- bzw. 2,75-MW-Anlagen überführt und baulich in die Parks integriert.

## Kenndaten

### Windpark Reußenköge I

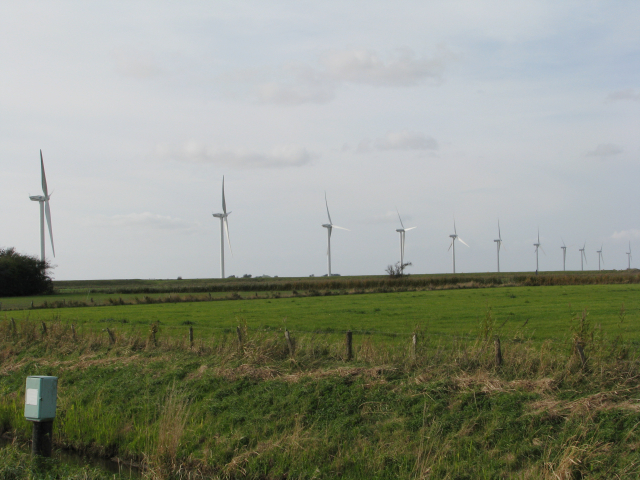
Ehemalige Anlagen des Windparks Reußenköge I im Sönke-Nissen-Koog

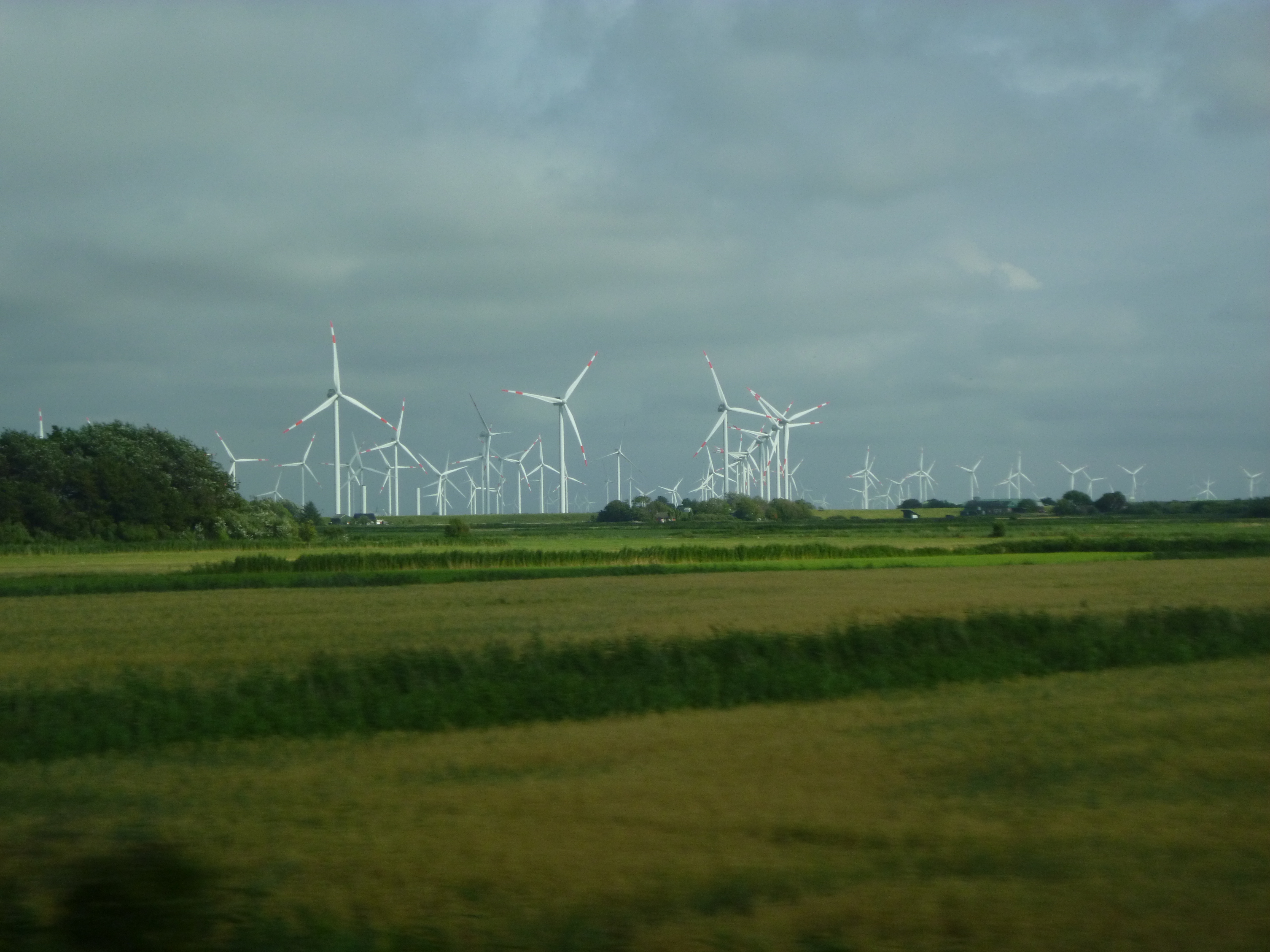
Der Windpark Reußenköge während des Repowerings im August 2020

Zu diesem Windpark gehören heute 17 Anlagen mit einer Gesamtnennleistung von 34,75 MW. Es handelt sich hierbei um Anlagen der Firma Vestas, ursprünglich befanden sich auch Anlagen des Herstellers REpower (heute: Senvion) im Sönke-Nissen-Koog. Sie sind im Jahr 2003 im Zuge eines Repowerings errichtet worden. Von 2002 bis 2013 bzw. 2014 standen im Sönke-Nissen-Koog zusätzlich drei Anlagen des Herstellers NEG Micon vom Typ NM80/2750 (80 m Rotordurchmesser, 2,75 MW Nennleistung). Sie wurden Ende 2013 durch drei Vestas V112-3.3MW (112 m Rotordurchmesser, 3,3 MW Nennleistung) ersetzt. 2017 folgte schließlich das zweite Repowering, indem alle Altanlagen, außer einer Vestas V80-2MW und einer REpower MM82, durch 12 Vestas V112-3.45MW ersetzt wurden. Im Zuge des dritten Repowerings im Jahr 2020 wurden die übrigen Altanlagen im Sönke-Nissen-Koog ebenfalls durch neue Anlagen ersetzt.

### Windpark Reußenköge II

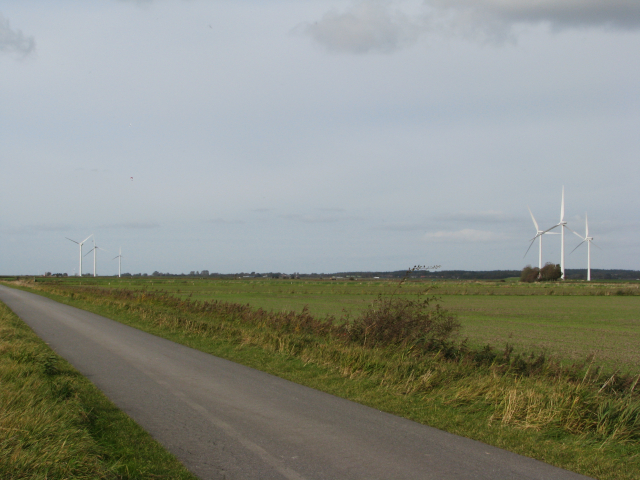
Bereits zurückgebaute Anlagen im Reußen- und Sophien-Magdalenen-Koog

Dem Windpark Reußenköge II sind (Stand: Oktober 2021) insgesamt sechs Anlagen zugehörig. Hersteller dieser Anlagen sind die Firmen Vestas und REpower. Fünf Anlagen wurden im Jahr 2003 errichtet, eine im Jahr 2009. Die Anlagen befinden sich im Sophien-Magdalenen-Koog und Reußenkoog. 2021 wurden alle Anlagen im Zuge des fünften Repowerings zurückgebaut.

### Windpark Reußenköge III

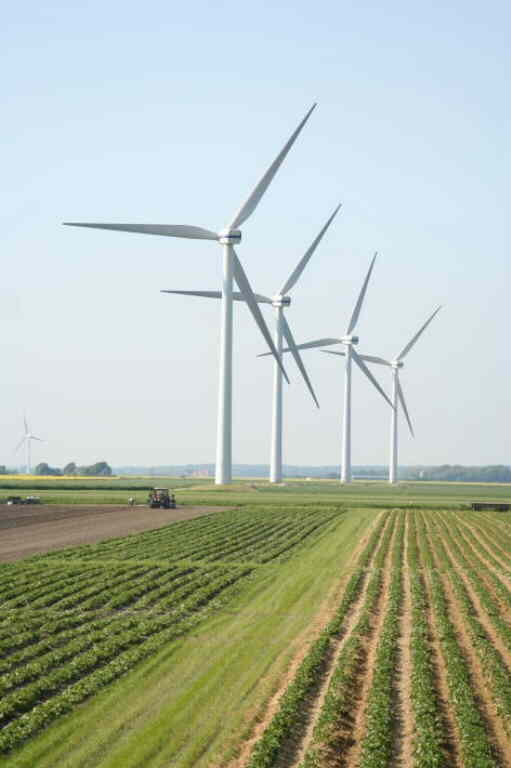
Ehemalige Anlagen des Windparks Reußenköge III im Desmerciereskoog

Die Betreibergesellschaft besitzt insgesamt 18 Anlagen mit einer Gesamtnennleistung von 33,90 MW Die Anlagen wurden zwischen 1999 und 2008 errichtet. Es handelt sich um elf Anlagen der Firma Vestas vom Typ V80-2MW. Von diesen befinden sich sieben im Desmerciereskoog, zwei im Sophien-Magdalenen-Koog und zwei im Louisenkoog. In letzterem wurden zudem sechs Vestas V66-1.75MW errichtet. Die von der Nennleistung her größte Anlage (2,75 MW) wurde an der zweiten Deichlinie im Sönke-Nissen-Koog gebaut. Hierbei handelt es sich um eine NEG Micon-Anlage vom Typ NM80.

### Windpark Reußenköge IV

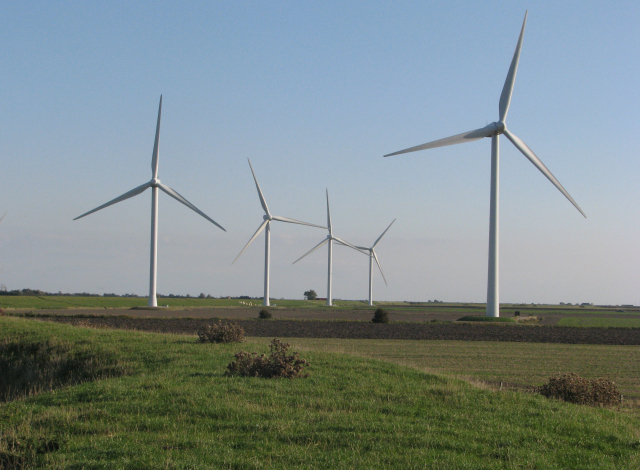
Ehemalige Anlagen des Windparks Reußenköge IV im Cecilienkoog

Der Windpark Reußenköge IV besteht aus fünf Anlagen, die entlang der Deichlinie zwischen dem Desmerciereskoog und dem Cecilienkoog in letzterem errichtet wurden. Hierbei handelt es sich um vier Anlagen des Herstellers REpower vom Typ MM82, die im Jahr 2004 errichtet wurden und eine Vestas V80-2MW aus dem Jahr 2008 (auf dem Bild im Vordergrund stehend).
2014 wurden schließlich die vier Typ MM82 abgebaut und durch drei Vestas V112-3.3MW ersetzt.

### Windpark Reußenköge V

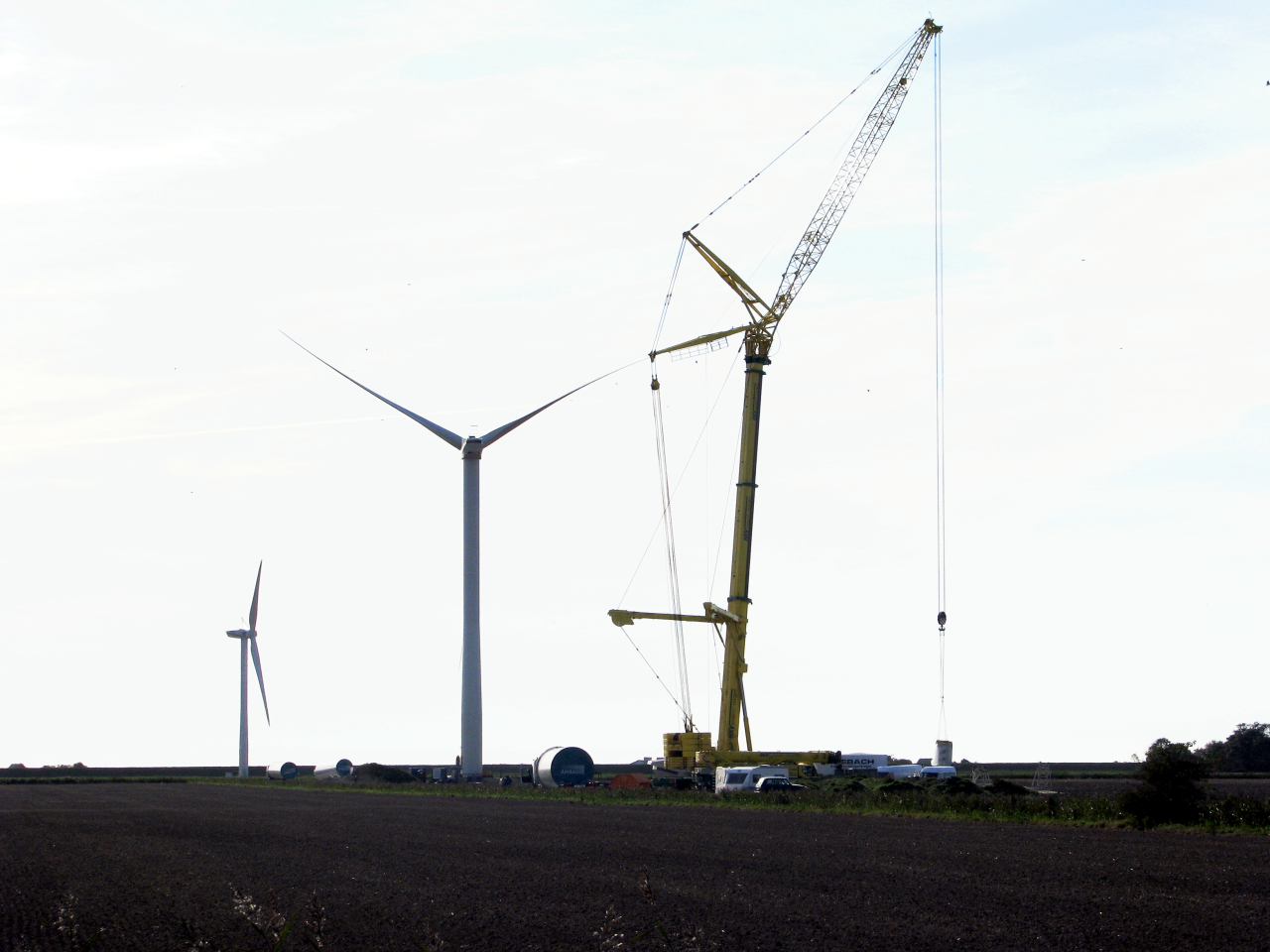
Aufbau einer Windenergieanlage des Windparks Reußenköge V im Sophien-Magdalenen-Koog

Dieser Windpark, der erneut als Bürgerprojekt konzipiert wurde, ging zum Jahreswechsel 2009/2010 in Betrieb. In der ersten Ausbaustufe wurden im Herbst 2009 14 Anlagen errichtet. Weitere acht Anlagen kamen bis Januar 2010 hinzu. Die Hersteller-Ausschreibung war zuvor von der Firma REpower Systems AG (heute: Senvion SE) gewonnen worden, die alle Anlagen produzierte. Diese hatten eine Nennleistung von jeweils 2,05 MW.
2020 wurden neun Anlagen zurückgebaut und durch neun Anlagen vom Typ Vestas V112-3.45MW ersetzt. Das gesamte Repowering wurde am 21. August abgeschlossen.
Um die Anlagen des zweiten Bauabschnitts errichten zu können, wurde mit dem den ehemaligen Flugplatz Bordelum betreibenden Luftsportverein Nordfriesland e. V. ein Vertrag geschlossen, der unter anderem die Aufgabe des genannten Flugplatzes zum Gegenstand hatte. Die Vereinsmitglieder erhielten im Gegenzug (Mit-)Nutzungsrechte für einen am Rande des Gewerbeparks Nordfriesland angesiedelten Sonderlandeplatz für Ultraleichtflugzeuge bei Bredstedt. Da die vereinseigene Cessna keine Zulassung für diesen Platz erhielt, wurde sie an den Flugplatz Husum-Schwesing verlegt.
Die Anlagenstandorte des Windparks Reußenköge V erstrecken sich über die folgenden Köge:
- Desmerciereskoog
- Sophien-Magdalenen-Koog
- Reußenkoog

Der Windpark ist im August 2014 gemäß Umwandlungsgesetz mit den weiteren Windparkgesellschaften innerhalb der Gemeinde Reußenköge zu einer Gesellschaft verschmolzen worden.

### Windpark Reußenköge VI

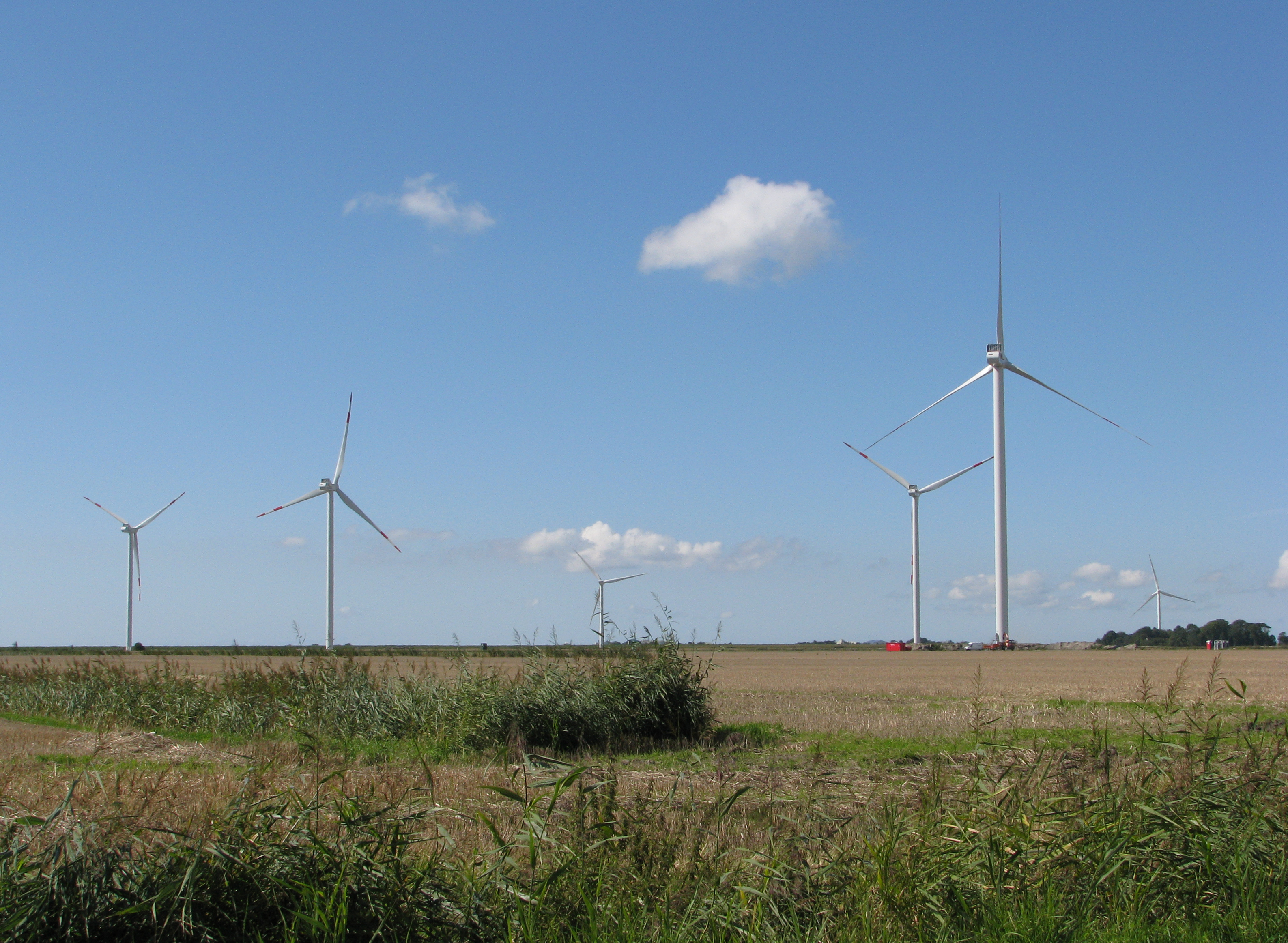
Vier Anlagen des Bürgerwindparks Reußenköge vom Typ Vestas V112-3.3 MW

Eine anfangs als eigenständiges Windparkprojekt innerhalb der Reußenköge durchgeführte Erweiterung war ab 2011 in Planung. Bis zur Errichtung sollte jedoch einige Zeit vergehen. Während der Projektierungsphase beeinflussten verschiedenste politische Beschlüsse den Projektierungsverlauf. So verabschiedete sich im Jahr 2012 auf kommunaler Ebene erstmals der Gemeinderat von der 100 m Höhenbegrenzung für Windenergieanlagen in der Gemeinde Reußenköge. Vorausgegangen war damals eine Bürgerbefragung.
Für die im Jahr 2014 durchgeführte Fusion aller sechs Windparks in der Gemeinde Reußenköge waren auch politische Beschlüsse auf Bundesebene ursächlich. Sie gingen unter anderem zurück auf die 2014 verabschiedete Novellierung des Erneuerbare-Energien-Gesetzes.
War ursprünglich für den Aufbau der Anlagen das Jahr 2013 vorgesehen, kam es bald zu Verzögerungen. Ursächlich hierfür waren unterschiedliche Bewertungen in Bezug auf Flugrouten eines im Drelsdorfer Forst brütenden Seeadlers und Abstandsregelungen zur Wohnbebauung sowie zum Deich des Bredstedter Kooges.
Nach Anpassung der Projektierungsunterlagen sind  seit Juli 2014 sieben Anlagen der Drei-Megawatt-Klasse im Bau. Der Ausbau von drei Standorten im Reußenkoog und des nördlichsten im Sophien-Magdalenen-Koog erfolgte im Juli/August 2014. Der notwendige Wegebau zu allen Anlagenstandorten wurde bereits im Jahr 2013 begonnen. Die Baugenehmigungsunterlagen waren im Januar 2014 eingegangen, so dass die Vergütung noch zu den Bedingungen des alten EEG erfolgen kann, sofern die Inbetriebnahme noch in das Jahr 2014 fällt.
Im November folgte dann der weitere Ausbau beidseits des Borsbüller Weges im Sophien-Magdalenen-Koog. Hier sind drei Anlagen des Herstellers Vestas vom Typ V112-3.3 MW errichtet worden. Die Endmontage der letzten Anlage erfolgte am 3. Dezember 2014.

## Leistung
Im Jahr 2015 gab es eine Fusion der sechs einzelnen Bürgerwindparks der Reußenköge in einen einzigen Windpark, dem Bürgerwindpark Reußenköge GmbH & Co. KG, der die Grundlage für das Repowern mit höherer Effizienz der Flächennutzung ermöglichte.  Dabei ist auf Basis der Gesamtleistung der weltweit größte Bürgerwindpark entstanden, an dem nahezu alle Einwohner der Reußenköge beteiligt sind. Die Gesamtleistung der Windparks (einschl. der Einzelanlagen) beträgt 302,6 MW. Die Produktion entspricht dem durchschnittlichen jährlichen Haushaltsstromverbrauch von circa 340.000 Menschen.

## Installierte Anlagen
| Anlagentyp         | Anzahl | Baujahr   | Gesamthöhe | Rotordurchmesser | Nabenhöhe | Leistung | Bemerkungen |
| ------------------ | ------ | --------- | ---------- | ---------------- | --------- | -------- | ----------- |
| Vestas V112-3.3MW  | 17     | 2014–2016 | 150 m      | 112 m            | 94 m      | 3300 kW  |             |
| Vestas V112-3.45MW | 50     | 2017–2022 | 150 m      | 112 m            | 94 m      | 3450 kW  |             |
| Nordex N117/3600   | 20     | 2021–2022 | 149 m      | 117 m            | 91 m      | 3600 kW  |             |